# Lothar Enzmann
Lothar Enzmann (* 2. August 1955) ist ein ehemaliger deutscher Fußballspieler. In der höchsten Spielklasse des DDR-Fußballs, der Oberliga, spielte er für den FC Vorwärts Frankfurt/Oder und den 1. FC Union Berlin.

## Sportliche Laufbahn
Die Betriebssportgemeinschaft Lokomotive Kirchmöser delegierte das fast 17-jährige Talent im Jahr 1972 zum FC Vorwärts Frankfurt/Oder. Beim dortigen Fußballclub der Armeesportvereinigung Vorwärts gelang dem Mittelfeldspieler Mitte der 1970er-Jahre der Sprung aus der Nachwuchsabteilung in den überregionalen Männerfußball der DDR.
In der Spielzeit 1974/75 debütierte der 1,82 Meter große Fußballer in der höchsten Spielklasse Ostdeutschlands. Seinen einzigen Oberligasaisoneinsatz in diesem Jahr stellte eine Einwechslung zur Halbzeit am letzten Hinrundenspieltag beim torlosen Auswärtsremis bei der BSG Sachsenring Zwickau dar. Der schrittweise zum Stammspieler gewordene „Emma“ Enzmann konnte 1977/78 gemeinsam mit seinen Teamkameraden den Abstieg der Oderstädter aus der Beletage in die zweitklassige Liga nicht verhindern. Den Armeefußballern gelang aber 1978/79 der sofortige Wiederaufstieg ins DDR-Fußballoberhaus.
In seiner letzten Oberligaspielzeit 1984/85 für die Vorwärts-Elf wurde der Feldwebel der Nationalen Volksarmee siebenmal aufgeboten, spielte mit 25 Partien für den FCV II in der Ligastaffel A jedoch häufiger in der Zweitklassigkeit. Ab Sommer 1985 lief Enzmann, nun wieder als ziviler Maschinen- und Anlagenmonteur im Aufgebot der Eisernen geführt, für den 1. FC Union Berlin auf. Nach weiteren 19 Einsätzen im Spieljahr 1985/86 nahm er mit einem einzigen Einsatz, seinem insgesamt 181. Oberligaspiel, in der Folgespielzeit seinen Abschied aus der höchsten Spielklasse der DDR. Anfang 1987 meldete sich Enzmann bei der BSG Stahl Hennigsdorf an.